# Oost-Pruisisch voetbalkampioenschap 1933/34
In 1933/34 werd het negentiende en laatste Oost-Pruisisch voetbalkampioenschap gespeeld, dat georganiseerd werd door de Baltische voetbalbond.
Na de machtsovername van de NSDAP werd het voetbal in heel Duitsland hervormd. De regionale voetbalbonden werden alle ontbonden evenals de meer dan 50 competities. In de plaats kwamen zestien Gauliga's die als nieuwe hoogste klassen fungeerden. 
Er kwam dus geen verdere eindronde om de titel van de reeds gespeelde competities in Oost-Pruisen. Overigens waren zij (en Grensmark de enige in Duitsland die al competitievoetbal voor 1933/34 gespeeld hadden. De aanpassing voor de clubs uit de Baltische voetbalbond was minder groot dan bijvoorbeeld de clubs van de Midden-Duitse voetbalbond, waar er 24 competities ontbonden werden en vervangen werden door enkele Gauliga's. Voor de Baltische bond in de plaats kwamen de Gauliga Pommern en Gauliga Ostpreußen. De clubs uit Danzig, die de voorgaande jaren in de Grensmarkse competitie speelden werden nu bij de clubs uit Oost-Pruisen gevoegd. 
De reeds gespeelde competitie werd gebruikt als kwalificatie voor deze Gauliga. Tien clubs plaatsten zich voor de Gauliga, aangevuld met drie clubs uit Danzig en één club uit Elbing. 

## Reguliere competitie

### Bezirk Königsberg
| Plaats | Club                             | Wed. | W | G | V | Saldo | Ptn. |
| ------ | -------------------------------- | ---- | - | - | - | ----- | ---- |
| 1.     | SV Prussia-Samland Königsberg    | 10   | 7 | 0 | 3 | 32:12 | 14   |
| 2.     | SV Rasensport-Preußen Königsberg | 10   | 5 | 4 | 1 | 29:20 | 14   |
| 3.     | VfB Königsberg                   | 10   | 5 | 3 | 2 | 33:13 | 13   |
| 4.     | SpVgg ASCO Königsberg            | 10   | 2 | 3 | 5 | 19:32 | 7    |
| 5.     | Königsberger STV                 | 10   | 2 | 3 | 5 | 15:33 | 7    |
| 6.     | SV Concordia Königsberg          | 10   | 0 | 5 | 5 | 15:33 | 5    |

|  | Geplaatst voor Gauliga Ostpreußen 1933/34       |
|  | Geplaatst voor Bezirksklasse Königsberg 1933/34 |

### Bezirksliga Nord
| Plaats | Club                 | Wed. | W | G | V | Saldo | Ptn. |
| ------ | -------------------- | ---- | - | - | - | ----- | ---- |
| 1.     | SV Yorck Insterburg  | 10   | 8 | 0 | 2 | 49:15 | 16   |
| 2.     | Tilsiter SC          | 10   | 7 | 1 | 2 | 38:25 | 15   |
| 3.     | FC Preußen Gumbinnen | 10   | 4 | 2 | 4 | 21:41 | 10   |
| 4.     | Polizei SV Tilsit    | 10   | 4 | 1 | 5 | 28:26 | 9    |
| 5.     | VfL 1922 Gumbinnen   | 10   | 3 | 1 | 6 | 27:41 | 7    |
| 6.     | SV Insterburg        | 10   | 1 | 1 | 8 | 23:38 | 3    |

|  | Geplaatst voor Gauliga Ostpreußen 1933/34      |
|  | Geplaatst voor Bezirksklasse Gumbinnen 1933/34 |

### Bezirksliga Süd
| Plaats | Club                     | Wed. | W  | G | V | Saldo | Ptn. |
| ------ | ------------------------ | ---- | -- | - | - | ----- | ---- |
| 1.     | SV Hindenburg Allenstein | 10   | 10 | 0 | 0 | 35:6  | 20   |
| 2.     | Rastenburger SV          | 10   | 6  | 0 | 4 | 35:26 | 12   |
| 3.     | SV Viktoria Allenstein   | 10   | 5  | 1 | 4 | 33:25 | 11   |
| 4.     | SV Masovia Lyck          | 10   | 4  | 0 | 6 | 32:21 | 8    |
| 5.     | VfB Osterode             | 10   | 2  | 1 | 7 | 15:34 | 5    |
| 6.     | VfB Angerburg            | 10   | 1  | 2 | 7 | 10:48 | 4    |

|  | Geplaatst voor Gauliga Ostpreußen 1933/34       |
|  | Geplaatst voor Bezirksklasse Allenstein 1933/34 |

1907/08 · 1908/09 · 1909/10 ·  1910/11 · 1911/12 · 1912/13 · 1913/14 · 1914/15 · 1915/16 · 1916/17 · 1917/18 · 1918/19 · 1919/20 · 1920/21 · 1921/22 · 1922/23 · 1923/24 · 1924/25 · 1925/26 · 1926/27 · 1927/28 · 1928/29 · 1929/30 · 1930/31 · 1931/32 · 1932/33 · 1933/34